# Đỗ Đức Kiên
Đỗ Đức Kiên (1924-2003) là một cựu sĩ quan cao cấp Quân đội nhân dân Việt Nam, hàm Đại tá. Từng giữ nhiều vai trò quan trọng trong quân đội, sau ông bị bắt giam trong Vụ án Xét lại Chống Đảng, được phục hồi danh dự và làm Thứ trưởng Bộ Lao động Thương binh và Xã hội từ 1985-1989.

## Thân thế và sự nghiệp quân sự
Ông tên thật là Phạm Nhương, sinh ngày 10 tháng 1 năm 1924, trong một gia đình khá giả, bố làm nghề dạy học, nguyên quán tại thôn Nghĩa Tường (Thái Nghĩa cũ), xã Vũ Phong (nay là Hồng Phong), huyện Vũ Thư, tỉnh Thái Bình. Ông có em trai là Thiếu tướng, Nhà văn Dũng Hà (tên thật là Phạm Điệng), nguyên là tổng biên tập Tạp chí Văn nghệ Quân đội. 
Thời trẻ, ông theo học Trường Cao đẳng Nông Lâm tại Hà Nội, sau tốt nghiệp Kỹ sư canh nông. Thời gian học ở Hà Nội, ông tham gia vào các hoạt động của học sinh sinh viên yêu nước và bắt đầu hoạt động bí mật cho Việt Minh từ năm 1944. Tháng 3 năm 1945, ông là cán bộ Hội Thanh niên Cứu quốc. Trong Cách mạng tháng 8, ông được cử vào Ban chỉ huy Đội tự vệ chiến đấu thành Hoàng Diệu, hỗ trợ quần chúng giành chính quyền. 
Sau khi chính quyền Việt Nam Dân chủ Cộng hòa được thành lập, ông lần lượt được cử vào nhiều chức vụ quan trọng như Trưởng Ban Tuyên truyền Thành bộ Việt Minh Hà Nội, Bí thư Thành bộ Việt Minh thành Hà Nội (tháng 2 năm 1947), Chính ủy Khu 12 (25/7 - 23/8/1947, được thay bởi Phạm Phúc Thống, Chính ủy Trung đoàn 36 (110 cũ) thuộc Khu 12), Chính ủy Khu 11 (từ 23 tháng 8 năm 1947, Khu trưởng là Vương Thừa Vũ) (gồm Hà Nội, Hà Đông, Sơn Tây), Chủ nhiệm Chính trị kiêm Phó Bí thư Trường Sĩ quan Lục quân khóa 4 (tháng 4 năm 1948), Chánh Văn phòng Bộ Quốc phòng kiêm Chánh Văn phòng Tổng Tư lệnh (18 tháng 9 năm 1949, thay ông Nguyễn Thương), Bí thư Văn phòng Quân ủy Trung ương (tháng 10 năm 1949), Đổng lý Văn phòng Bộ Quốc phòng (từ 2/1950) (Phó Đổng lý Văn phòng là Nguyễn Thương), Cục phó rồi Cục trưởng Cục Tác chiến Bộ Tổng Tham mưu (tháng 12 năm 1950). Trong Chiến dịch Điện Biên Phủ, ông tham gia trên cương vị Phái viên đốc chiến Bộ Tổng Tham mưu. 
Sau khi Hiệp định Genève, 1954 được ký kết, ông được cử đi học ở Trường lý luận Chính trị trung cao rồi đi học tại Học viện Quân sự cao cấp Liên Xô. Ông được phong quân hàm Đại tá ngày 12 tháng 4 năm 1955.
Sau khi về nước, ông tiếp tục giữ cương vị Cục trưởng Cục Tác chiến Bộ Tổng Tham mưu.

## Bị bắt và cuộc sống sau khi được phục hồi danh dự
Tháng 12 năm 1964, ông được điều động sang giữ chức Phó Tư lệnh Bộ Tư lệnh Phòng không Không quân; từ tháng 1 năm 1966, là Phó Tư lệnh kiêm Tham mưu trưởng Bộ Tư lệnh Phòng không Không quân. Tuy nhiên, năm 1967, ông bất ngờ bị bắt giam vì lý do liên quan đến Vụ án Xét lại Chống Đảng. Cuối năm 1971, ông được trả tự do, nhưng không lâu sau bị điều chuyển khỏi công tác quân đội, về làm Chuyên viên thuộc Ủy ban Nông nghiệp tỉnh Thái Bình (tháng 1 năm 1972).
Cuối năm 1977, ông được xem xét và phục hồi danh dự. Tháng 2 năm 1978, ông chuyển về Bộ Nông nghiệp, làm Chuyên viên, rồi được giữ chức Tổng cục phó Tổng cục Khai hoang. Tháng 7 năm 1982, ông là Phó trưởng ban chỉ đạo phân bổ lao động và dân cư Trung ương. Đến tháng 5 năm 1985, ông làm Thứ trưởng Bộ Lao động Thương binh và Xã hội cho đến khi nghỉ hưu ngày 1 tháng 7 năm 1989.
Ông qua đời ngày 11 tháng 4 năm 2003 tại Hà Nội. 

## Khen thưởng
Ông được Nhà nước trao tặng 
- Huân chương Quân công hạng Nhất
- Huân chương Chiến công hạng Nhất
- Huân chương Kháng chiến chống Pháp hạng Nhất
- Huân chương Kháng chiến chống Mỹ hạng Nhất
- Huân chương Chiến sĩ vẻ vang (hạng Nhất, Nhì, Ba)
- Huy chương Quân kỳ Quyết thắng
- Huy chương Vì sự nghiệp Lao động
- Huy chương Vì thế hệ trẻ
- Huy chương Cựu Chiến binh Việt Nam
- Huy hiệu 50 tuổi Đảng.